# Taylor Russell
Taylor Russell McKenzie (ur. 18 lipca 1994 w Vancouver) – kanadyjska aktorka filmowa i telewizyjna. Wystąpiła m.in. w filmie Escape Room i serialu Zagubieni w kosmosie.
Zasiadała w jury Nagrody im. Luigiego De Laurentiisa za najlepszy debiut reżyserski na 81. MFF w Wenecji (2024).

## Filmografia

### Filmy
| Rok  | Tytuł                               | Rola           | Uwagi |
| ---- | ----------------------------------- | -------------- | ----- |
| 2013 | If I Had Wings                      | Julie          |       |
| 2015 | Suspension                          | Carrie         |       |
| 2018 | Korytarzem w mrok                   | Ashley         |       |
| 2018 | Gorący eter                         | Tess           |       |
| 2019 | Escape Room                         | Zoey Davis     |       |
| 2019 | Fale                                | Emily Williams |       |
| 2020 | Words on Bathroom Walls             | Maya           |       |
| 2021 | Dr. Bird's Advice for Sad Poets     | Sophie         |       |
| 2021 | Escape Room: Najlepsi z najlepszych | Zoey Davis     |       |
| 2022 | Do ostatniej kości (Bones & All)    | Maren Yearly   |       |
| 2023 | Mother, Couch                       | Bella          |       |

### Telewizja
| Rok       | Tytuł                                    | Rola          | Uwagi          |
| --------- | ---------------------------------------- | ------------- | -------------- |
| 2012      | Emily Owens, M.D.                        | Mean Girl #1  | 1 odc.         |
| 2014      | The Unauthorized Saved by the Bell Story | Lark Voorhies | film TV        |
| 2014      | Wszystkie kłamstwa Jacka                 | Jennifer      | film TV        |
| 2015      | Strange Empire                           | Cassie        | 2 odc.         |
| 2015      | Wrogie niebo                             | Evelyn        | 5 odc.         |
| 2016      | Dead of Summer                           | Laura         | 1 odc.         |
| 2017      | Sea Change                               | CeCe          | film TV        |
| 2018-2021 | Zagubieni w kosmosie                     | Judy Robinson | w gł. obsadzie |